# جون إي. هنت
جون إي. هنت (بالإنجليزية: John E. Hunt)‏ هو سياسي أمريكي، ولد في 25 نوفمبر 1908 في الولايات المتحدة، وتوفي في 22 سبتمبر 1989 في الولايات المتحدة. حزبياً، نشط في الحزب الجمهوري. وقد انتخب عضو مجلس ولاية نيوجيرسي وانتخب عضو مجلس النواب الأمريكي.